# Никола Маджиров
Никола Маджиров (на македонска литературна норма: Никола Маџиров) е поет, есеист и преводач от Северна Македония.

## Биография
Роден е в Струмица на 27 май 1973 година. Работи като редактор на списание „Блесок поезия“. Член е на дружеството Независими писатели на Македония. Координатор е за Република Македония на мрежата за поезия Лириклайн.

## Творчество
- „Заклучени во градот“ (поезия, 1999)
- „Некаде никаде“ (поезия, 1999)
- „Асфалт, но небо“ (поезия, 2003)
- „Преместен камен“ (поезия, 2007)

Маджиров печели наградата „Ацо Караманов“ в 1999 година на Карамановите поетични срещи в Радовиш за книгата си „Некаде никаде“ и наградата „Студентски збор“ в 2000 година за книгата си „Заклучени во градот“.